# Museu Betje Wolff
El Museu Betje Wolff és un museu d'història i d'arts decoratives ubicat a Beemster, Holanda del Nord, als Països Baixos.
El museu, fundat el 1950, està ubicat en una església reformada i duu el nom de Betje Wolff. Wolff va viure a l'edifici amb el seu marit, el pastor Adrian Wolff. La biblioteca del museu té una col·lecció completa de tots els treballs de Betje Wolff.
El museu té les habitacions decorades en diversos estils que recorren tres segles i té un jardí del segle xviii. El museu tracta l'estil de vida dels residents de Beemster.